# James og Oliver Phelps
James Andrew Eric Phelps og Oliver Martyn John Phelps (født 25. februar 1986 (Oliver er omkring 13 min. ældre end James)) er engelske tvillinge-skuespillere, bedst kendt for deres roller som Fred og George Weasley i Harry Potter-filmene.

## Biografi
James og Oliver er født i Sutton Coldfield, England, og har ingen andre søskende. Begge udviste i en tidlig alder stor glæde ved at spille skuespil, og de optrådte begge i utallige skole-opsætninger. I 2000 blev tvillinger castet til rollerne som Fred og George Weasley i filmen Harry Potter og De Vises Sten.
"Our Mum had heard open auditions for the characters were being held in Leeds. We were seen by the casting director, Janet Hircheson. We were asked to meet the director, producer and writer. That happened about six times including the screen test. Then we were told we had the parts." De har medvirket i alle Harry Potter-filmene.
Begge tvillinger er omkring de 1,91 m. høje og har oprindeligt brunt hår, som de blev nødt til at farve orange for at spille Fred og George. Mens tvillingerne gik i skole, lavede de ofte jokes med deres klassekammerater og lærere, ved at skifte navne og lade som om at de var "den anden". Den eneste måde man kan se forskel på drengene, er at Oliver har et modermærke på højre side af sin nakke, og James har et ar over hans højre øjenbryn.